# Sonor

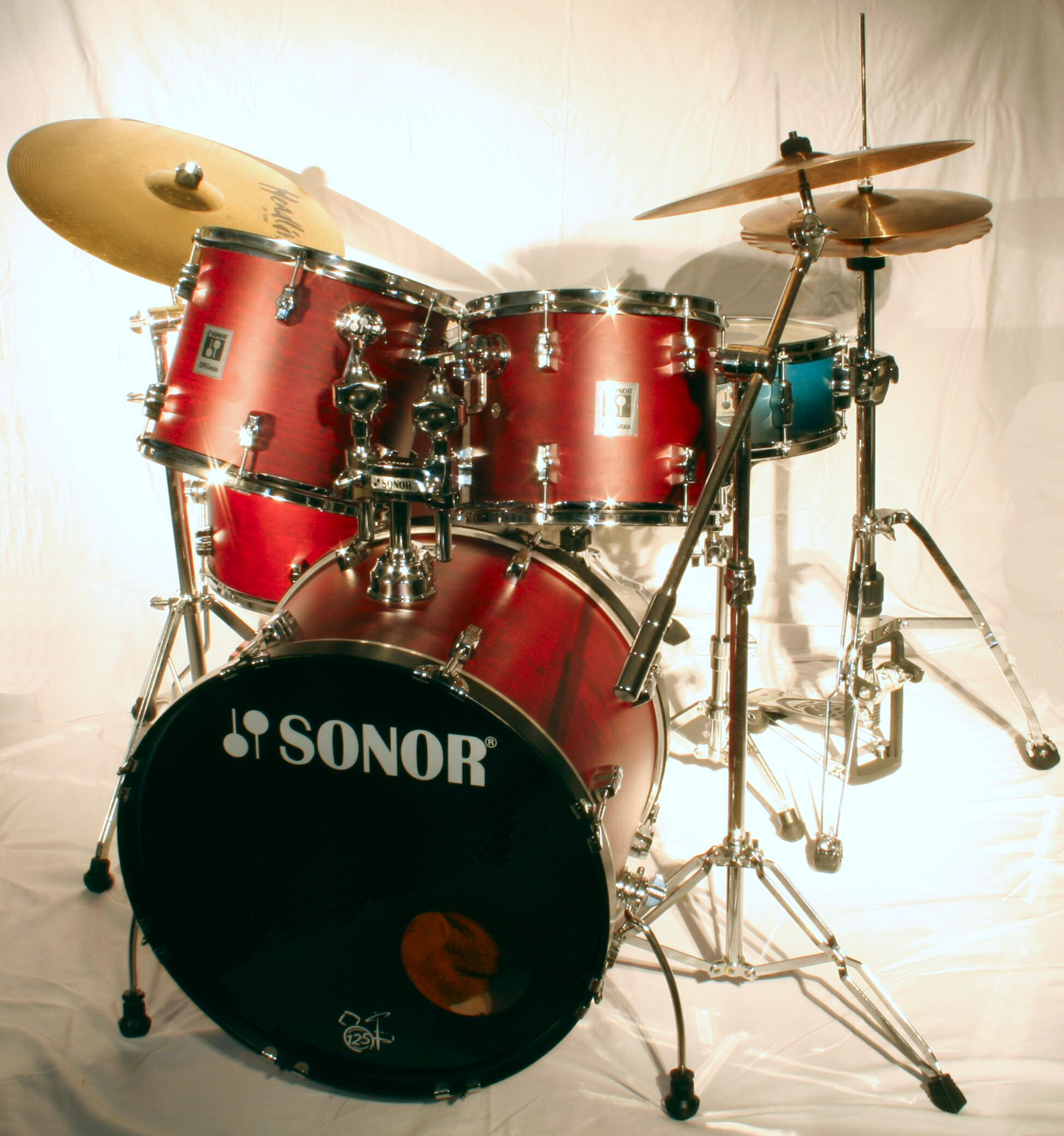
Batteria Sonor

La Sonor è un'azienda tedesca specializzata nella fabbricazione di strumenti a percussione, con sede legale a Bad Berleburg (Renania Settentrionale-Vestfalia).

## Storia
Fu fondata da Johannes Link nel 1875 a Weißenfels, nella Germania orientale, inizialmente con lo scopo di produrre tamburi militari. Nel 1914, Link venne sostituito dal figlio Otto, che controllò gli affari della azienda per tutte e due le guerre mondiali.
Successivamente, la Sonor iniziò a produrre set di batteria ed allargò il suo organico, registrando la presenza di 145 lavoratori nel 1925. Al termine della seconda guerra mondiale, la Germania Est finì sotto il comunismo russo ed il suo governo statalizzò l'impresa di Link. Così nel 1946, il figlio Otto ed il nipote Horst, si spostarono ad Aue, nella Germania Ovest, costruendo una nuova fabbrica Sonor.
Da quel momento, l'azienda conobbe un grande sviluppo ed entrò nel business delle percussioni, concorrendo con i colossi statunitensi e, poco dopo, con quelli giapponesi. Nel 1991, la famiglia Link ha venduto la Sonor alla "Hohner Company", che fu il distributore dei suoi prodotti negli Stati Uniti ed in Gran Bretagna negli anni sessanta. Attualmente, l'azienda è una delle più affermate nel mercato, soprattutto in suolo europeo.